# Ceylin del Carmen Alvarado
Ceylin del Carmen Alvarado (Cabrera, 6 agosto 1998) è una ciclocrossista e ciclista su strada olandese di origine dominicana. Specialista del ciclocross, nel 2020 è stata campionessa del mondo e campionessa europea di specialità. Gareggia per le squadre Alpecin-Deceuninck (ciclocross) e Fenix-Deceuninck (strada).

## Biografia
Nata a Cabrera, nella Repubblica Dominicana, si trasferisce nei Paesi Bassi all'età di cinque anni insieme a sua madre e al fratello minore Salvador, raggiungendo il padre, già stabilitosi in Europa.
Anche il fratello Salvador (nato nel 2002), è attivo nel ciclocross.

## Carriera

### Gli esordi
Alvarado inizia a praticare ciclismo, su suggerimento del padre, tra le file della società Rotterdam Cycling Combination.
Nel gennaio 2016 conquista l'argento ai campionati olandesi junior di Sint-Michielsgestel, battuta solo da Fleur Nagengast. Nel settembre dello stesso anno entra a far parte del team ciclocrossistico belga Kleur Op Maat; vince anche la sua prima gara tra le Elite, a Pechino in Cina. Nel gennaio 2017, al termine della prima stagione tra le Under-23, è settima nella gara di categoria ai campionati del mondo di Bieles, a poco più di due minuti dalla vincitrice Annemarie Worst.
Il 24 ottobre 2017 coglie il primo podio Elite nella Nacht van Woerden, chiudendo terza. A fine 2017 lascia la Kleu Op Mat per firmare un contratto triennale con la più quotata Corendon-Circus, la formazione di Sanne Cant e Mathieu van der Poel, valido dal gennaio 2018. Ai successivi campionati del mondo 2018 sul Cauberg a Valkenburg vince l'argento nella gara Under-23, battuta da Evie Richards.

### 2018-2020: l'affermazione e il titolo mondiale

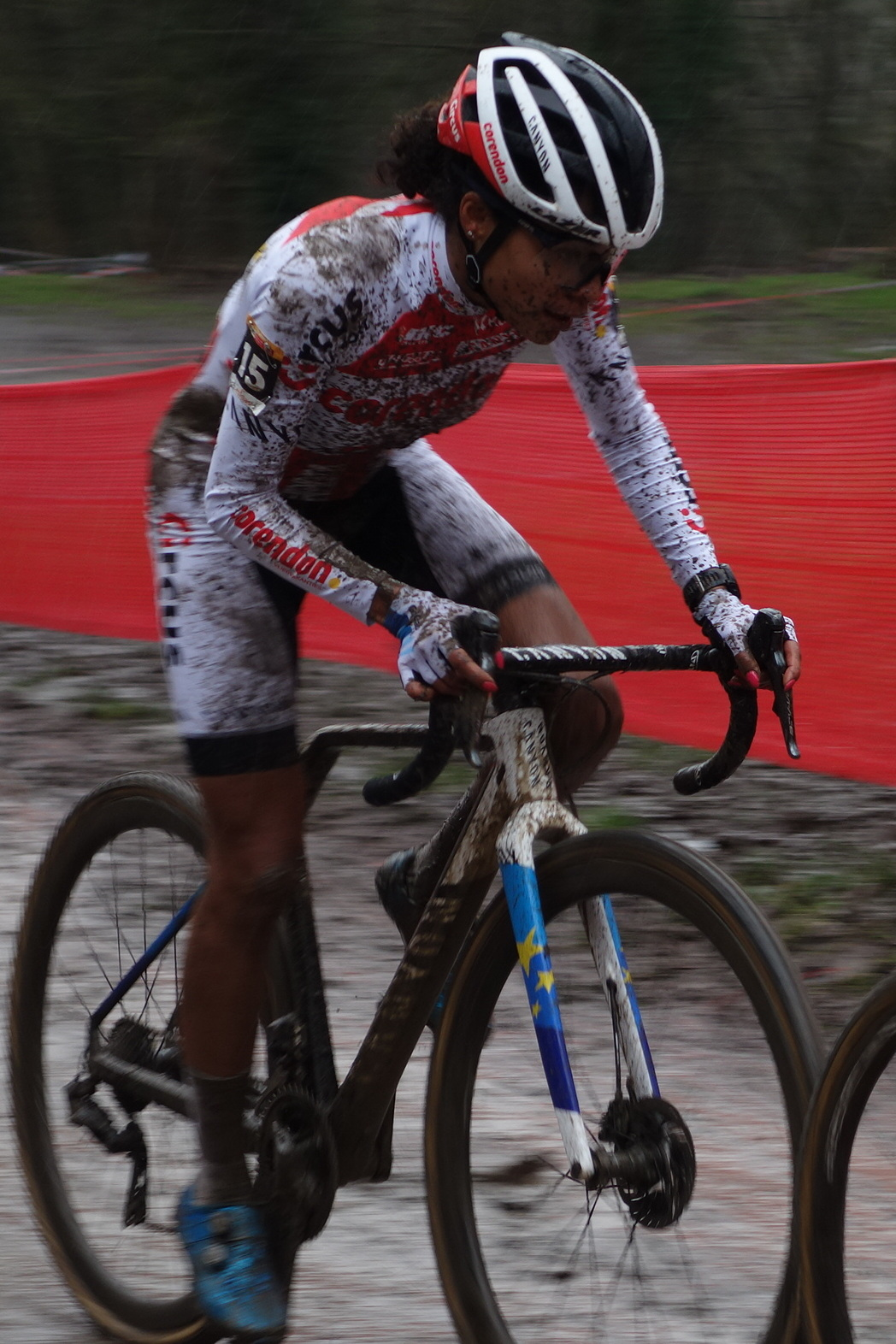
Alvarado in azione al Cyclo-cross de la Citadelle 2019

Nella stagione 2018-2019 si impone come una delle migliori crossiste a livello mondiale. Il 4 novembre vince il titolo europeo Under-23 a 's-Hertogenbosch, precedendo le connazionali Inge van der Heijden e Fleur Nagengast. Il 6 gennaio 2019 vince la prima edizione del Brussels Universities Cyclocross, valido per il Sack Zelfbouw Ladies Trophy: è questo il suo primo successo in una prova di uno dei tre principali circuiti del cross (Coppa del mondo, Superprestige, Sack Zelfbouw Ladies Trophy). Sette giorni dopo conquista il titolo nazionale Under-23 a Huijbergen, battendo ancora Nagengast e Van der Heijden. Grande favorita al campionati del mondo Under-23 del 3 febbraio a Bogense, è debilitata da un malanno nei giorni precedenti, e, non al meglio della forma, deve accontentarsi del terzo posto dietro alle connazionali Van der Heijden e Nagengast.
Nella stagione 2019-2020, Alvarado si afferma definitivamente. A novembre a Silvelle diventa campionessa europea Under-23 per il secondo anno consecutivo. Nel corso dell'annata, inoltre, conquista il Sack Zelfbouw Ladies Trophy, vincendo cinque delle otto prove in programma, vale a dire l'Hotondcross di Ronse, l'Azencross di Loenhout, il Grote Prijs Sven Nys di Baal, il Brussels Universities Cyclocross di Bruxelles e il Krawatencross di Lille; conquista anche il Superprestige, facendo sue tre delle sette prove disputate, a Gieten, Ruddervoorde e Middelkerke. In Coppa del mondo, pur trionfando nel Duinencross di Koksijde, conclude invece seconda in classifica generale. In testa alla classifica di Coppa prima dell'ultima prova, il Grote Prijs Adrie van der Poel di Hoogerheide, poco prima del traguardo finale della gara è vittima di una caduta, dovendo chiudere al sesto posto; la rivale Annemarie Worst, che le doveva recuperare appena cinque punti, riesce a superarla e con il secondo posto di giornata, si aggiudica la Coppa del mondo. Il 12 gennaio 2020 Alvarado si laurea anche campionessa nazionale Elite, in quel di Rucphen, vincendo la gara in solitaria davanti a Worst e Brand, e a fine mese prolunga il contratto con il suo team, divenuto Alpecin-Fenix, fino a febbraio 2024. Il 1º febbraio seguente prende parte alla prova Elite dei campionati del mondo di Dübendorf, conquistando il suo primo titolo iridato allo sprint davanti a Worst.
Inizia la stagione 2020-2021 con i successi a Gieten e Ruddervoorde (gare del Superprestige); il 7 novembre 2020 a 's-Hertogenbosch si aggiudica quindi il suo primo titolo europeo Elite precedendo al traguardo le connazionali Annemarie Worst e Lucinda Brand.

## Palmarès

### Cross
- 2016-2017 (Kleur Op Maat, una vittoria)

Qiansen Trophy Cyclocross Fengtai Station (Pechino)
- 2018-2019 (Corendon-Circus, quattro vittorie)

Campionati europei, Prova Under-23
Brussels Universities Cyclocross, 7ª prova Sack Zelfbouw Ladies Trophy (Bruxelles)
Campionati olandesi, Prova Under-23
Telenet Superprestige Noordzeecross Middelkerke
- 2019-2020 (Corendon-Circus/Alpecin-Fenix, sedici vittorie)

Berencross, 2ª prova Ethias Cross (Meulebeke)
Grote Prijs Neerpelt, 1ª prova Rectavit Series (Neerpelt)
Cyclocross Gieten, 1ª prova Superprestige (Gieten)
Cyclocross Ruddervoorde, 4ª prova Superprestige (Ruddervoorde)
Campionati europei, Prova Under-23
Duinencross, 5ª prova Coppa del mondo (Koksijde)
Hotondcross, 4ª prova Sack Zelfbouw Ladies Trophy (Ronse)
Azencross, 5ª prova Sack Zelfbouw Ladies Trophy (Loenhout)
Grote Prijs Sven Nys, 6ª prova Sack Zelfbouw Ladies Trophy (Baal)
Cyclocross Gullegem (Gullegem)
Brussels Universities Cyclocross, 7ª prova Sack Zelfbouw Ladies Trophy (Bruxelles)
Campionati olandesi, Prova Elite
Campionati del mondo, Prova Elite (con la Nazionale olandese)
Krawatencross, 8ª prova Sack Zelfbouw Ladies Trophy (Lille)
Noordzeecross, 8ª prova Superprestige (Middelkerke)
Vestingcross, 8ª prova Ethias Cross (Hulst)
- 2020-2021 (Alpecin-Fenix, dieci vittorie)

Cyclocross Gieten, 1ª prova Superprestige (Gieten)
Cyclocross Ruddervoorde, 2ª prova Superprestige (Ruddervoorde)
Campionati europei, Prova Elite (con la Nazionale olandese)
Cyclocross Leuven, 8ª prova Ethias Cross (Lovanio)
Herentals Crosst, 4ª prova X2O Badkamers Trofee (Herentals)
Grote Prijs Sven Nys, 5ª prova X2O Badkamers Trofee (Baal)
Flandriencross, 6ª prova X2O Badkamers Trofee (Hamme-Zogge)
Vlaamse Druivencross, 5ª prova Coppa del mondo (Overijse)
Krawatencross, 7ª prova X2O Badkamers Trofee (Lille)
Brussels Universities Cyclocross, 8ª prova X2O Badkamers Trofee (Bruxelles)
- 2022-2023 (Alpecin-Deceuninck, cinque vittorie)

Jaarmarktcross, 2ª prova Superprestige (Niel)
Vlaamse Aardbeiencross, 3ª prova Superprestige (Merksplas)
Grote Prijs Eric De Vlaeminck, 5ª prova Superprestige (Heusden-Zolder)
Cyclocross Gullegem, 7ª prova Superprestige (Gullegem)
Noordzeecross, 8ª prova Superprestige (Middelkerke)
- 2023-2024 (Alpecin-Deceuninck, sei vittorie)

Telenet Superprestige Ruddervoorde
Telenet Superprestige Jaarmarktcross Niel
Telenet Superprestige Aardbeiencross Merksplas
UCI World Cup Dendermonde
UCI World Cup Namur
UCI World Cup Troyes
- 2024-2025 (Alpecin-Deceuninck, nove vittorie)

Kermiscross
Superprestige Ruddervoorde
Internationale Cyclocross Heerderstrand
Superprestige Jaarmarktcross Niel
Superprestige Aardbeiencross Merksplas
Flandriencross - Hamme
UCI World Cup Namur
UCI World Cup Zonhoven
Superprestige Zilvermeercross Mol

#### Altri successi
- 2018-2019 (Corendon-Circus)

Classifica generale Superprestige, Under-23
- 2019-2020 (Corendon-Circus/Alpecin-Fenix)

Classifica generale Sack Zelfbouw Ladies Trophy
Classifica generale Superprestige
- 2022-2023 (Alpecin-Deceuninck)

Classifica generale Superprestige

### Mountain bike
- 2018

Assen

## Piazzamenti

### Grandi Giri
- Giro d'Italia

2024: 58ª

### Competizioni mondiali
- Campionati del mondo di ciclocross

Heusden-Zolder 2016 - Under-23: 28ª
Bieles 2017 - Under-23: 7ª
Valkenburg 2018 - Under-23: 2ª
Bogense 2019 - Under-23: 3ª
Dübendorf 2020 - Elite: vincitrice
Ostenda 2021 - Elite: 6ª
Fayetteville 2022 - Elite: 4ª
Hoogerheide 2023 - Elite: 5ª
Tábor 2024 - Elite: 4ª
Lievin 2025 - Elite: 7ª
- Campionati del mondo di mountain bike

Austria 2020 - Under-23: 3ª
Italia 2021 - Elite: 39ª

### Competizioni europee
- Campionati europei di ciclocross

Pontchâteau 2016 - Under-23: ritirata
Tábor 2017 - Under-23: 4ª
Rosmalen 2018 - Under-23: vincitrice
Silvelle 2019 - Under-23: vincitrice
Rosmalen 2020 - Elite: vincitrice
Drenthe-Col du VAM 2021 - Elite: 4ª
Namur 2022 - Elite: 2ª
Pontchâteau 2023 - Elite: 2ª
Pontevedra 2024 - Elite: 2ª
- Campionati europei di mountain bike

Cechia 2019 - Team Relay: 7ª